# Oryctites fossilis
Oryctites fossilis is een keversoort uit de familie Trachypachidae. De wetenschappelijke naam van de soort is voor het eerst geldig gepubliceerd in 1888 door Oppenheim.